# دستاورد علمی سال
دستاورد علمی سال (به انگلیسی: Breakthrough of the Year)جایزه سالانه است که به مهم‌ترین پیشرفت در تحقیقات علمی اختصاص می‌یابد. این جایزه توسط مجله علمی ساینس (Science) که توسط انجمن پیشبرد علوم آمریکا منتشر می‌شود، اهدا می‌شود. این نشریه به تمامی شاخه‌های علمی می‌پردازد.
این جایزه در ابتدا در سال ۱۹۸۹ تحت عنوان مولکول سال معرفی شد و پس از الهام گرفتن از عنوان «شخص سال» مجله تایم، در سال ۱۹۹۶ به «دستاورد علمی سال» تغییر نام داد.

## نام
عبارت «Breakthrough of the Year» به معنای «دستاورد علمی سال»، «پیشرفت سال» یا «انقلاب سال» است. این عنوان معمولاً به دستاورد یا کشفی برجسته که تأثیر زیادی در زمینه‌های علمی، تکنولوژیکی یا فرهنگی دارد، اطلاق می‌شود. در مجلات علمی معروف مانند «ساینس»، این عنوان به دستاوردهایی داده می‌شود که در آن سال تأثیرگذارترین و نوآورانه‌ترین پیشرفت‌ها را به نمایش می‌گذارند.

## مولکول سال
- ۱۹۸۹ واکنش زنجیره‌ای پلیمراز ودی‌ان‌ای پلیمراز[۱]
- ۱۹۹۰ فرایند تولید الماس مصنوعی[۲]
- ۱۹۹۱ فولرن باکمینستر[۳]
- ۱۹۹۲ نیتریک اکسید[۴]
- ۱۹۹۳ پی۵۳[۵]
- ۱۹۹۴ بازسازی دی‌ان‌ای آنزیم[۶]

## دستاورد علمی سال
- ۱۹۹۶: درک اچ‌آی‌وی[۷]
- ۱۹۹۷: دالی، نخستین پستانداری که از سلول‌های بالغ همتاسازی شد.[۸]
- ۱۹۹۸: انبساط شتاب‌دار جهان[۹]
- ۱۹۹۹: پیش‌بینی درمان با سلول‌های بنیادی[۱۰]
- ۲۰۰۰: توالی‌یابی کل ژنوم[۱۱]
- ۲۰۰۱: مدارهای نانو یا الکترونیک مقیاس مولکولی[۱۲]
- ۲۰۰۲: تداخل آران‌ای[۱۳]
- ۲۰۰۳: انرژی تاریک[۱۴]
- ۲۰۰۴: فرود آمد اسپیریت بر مریخ[۱۵]
- ۲۰۰۵: فرگشت[۱۶]
- ۲۰۰۶: اثبات حدس پوانکاره[۱۷]
- ۲۰۰۷: تنوع ژنتیکی انسان[۱۸]
- ۲۰۰۸: بازبرنامه‌ریزی سلولی[۱۹]
- ۲۰۰۹: آردی‌کپی رامید[۲۰]
- ۲۰۱۰: دستگاه کوانتومی[۲۱]
- ۲۰۱۱:کارآزمایی بالینی HIV (مطالعه HPTN 052)[۲۲]
- ۲۰۱۲: کشف بوزون هیگز[۲۳]
- ۲۰۱۳: ایمنی‌درمانی سرطان[۲۴]
- ۲۰۱۴: کاوشگر فضایی رزتا[۲۵]
- ۲۰۱۵: ویرایش ژن کریسپر[۲۶]
- ۲۰۱۶: مشاهده امواج گرانشی[۲۷][۲۸][۲۹]
- ۲۰۱۷: ادغام ستاره نوترونی (جی‌دبلیو ۱۷۰۸۱۷)[۳۰][۳۱][۳۲]
- ۲۰۱۸: توالی‌یابی سلول تک[۳۳]
- ۲۰۱۹: سیاه‌چاله مسیه ۸۷[۳۴][۳۵]
- ۲۰۲۰: توسعه و آزمایش واکسن کووید-۱۹[۳۶]
- ۲۰۲۱: پیش‌بینی ساختار پروتئین با آلفافولد[۳۷]
- ۲۰۲۲: تلسکوپ فضایی جیمز وب[۳۸]
- ۲۰۲۳: آگونیست گیرنده پپتید شبه‌گلوکاگون ۱[۳۹]
- ۲۰۲۴: لناکاپاویر[۴۰]